# メリケンキアシシギ
メリケンキアシシギ（メリケン黄足鷸、学名：Tringa incana）は、チドリ目シギ科に分類される鳥類の一種である。

## 分布
アラスカ南部で繁殖し、冬季はカルフォルニア、メキシコ西岸、南太平洋の島嶼、オーストラリア東岸に渡りをおこない越冬する。
日本では、旅鳥として少数の個体が主に春の渡りの時期に太平洋側の地域で観察される。小笠原諸島、伊豆諸島、関東の太平洋側の地域では定期的に飛来するが、それ以外の地域ではまれである。越冬記録もある。

## 形態
全長約28cm。成鳥夏羽は体の上面が暗い灰褐色。体の下面は白く、胸から下尾筒まで灰褐色の縦斑が密に入る。嘴は黒く足は黄色。成鳥冬羽は、体の下面の縦斑がなくなり淡い灰褐色になる。
静止時には、翼端が尾の先より突出していることが多い。
雌雄同色である。

## 生態
非繁殖期は、岩礁や磯に生息する。干潟や水田で見られることはあまりない。
カニやゴカイ、貝などのほか、昆虫も食べる。
繁殖環境は山岳地帯の川沿いで、地上に営巣する。
鳴き声は「ピリリリリ」「ピッピッピッ」。